# Cerophysa nigricollis
Cerophysa nigricollis es un coleóptero de la familia Chrysomelidae.
Fue descrita científicamente en 1896 por Jacoby.